# Loyalitetsøerne
21°04′S 167°21′Ø / 21.067°S 167.350°Ø
Loyalitetsøerne, (fr. Îles Loyauté) er en øgruppe i Ny Caledonien beliggende i Stillehavet øst for Australien. Øerne har et samlet areal på ca. 2500 km² og et indbyggertal på ca. 20.000.